# Privilege of Evil
Privilege of Evil è un EP della band finnica Amorphis, uscito nel 1993. È una raccolta di demo e altro materiale risalente ai primi anni di attività del gruppo. L'EP fu registrato TTT Studio di Timo Tolkki (Stratovarius) nel 1991.

## Tracce
1. Pilgrimage from Darkness – 4:32
2. Black Embrace – 3:25
3. Privilege of Evil – 3:50
4. Misery Path – 4:17
5. Vulgar Necrolatry – 3:58
6. Excursing from Existence – 3:06

## Formazione
- Olli-Pekka Lainen - basso
- Tomi Koiuvasaari - chitarra e growls
- Esa Holopainen - chitarra
- Jan Rechberger - batteria, sintetizzatore
- Jukka Kolehmainen - voce in "Vulgar Necrolatry"